# Csorvás
Csorvás é uma cidade da Hungria, situada no condado de Békés. Tem 90,18 km² de área e sua população em 2019 foi estimada em 4.652 habitantes.